# Табісо Мчуну
Табісо Мчуну (англ. Thabiso Mchunu; нар. 4 березня 1988, Дурбан, Квазулу-Наталь, ПАР) — південноафриканський професійний боксер, що виступав у першій важкій ваговій категорії.

## Професійна кар'єра
1 квітня 2009 року дебютував на профірингу проти Шелдона Хюмена.
17 грудня 2016 року в американському Інглвуді (штат Каліфорнія) відбувся бій за титул чемпіона світу у першій важкій вазі за версією WBO Табісо Мчуну проти 29-річного українського чемпіона Олександра Усика. У дев'ятому раунді Мчуну програв нокаутом.
21 грудня 2019 року у Красноярську здобув перемогу над росіянином Денисом Лебедєвим і завоював вакантний титул WBC Silver у першій важкій вазі. 27 березня 2021 року захистив титул WBC Silver в Єкатеринбургу в бою проти іншого росіянина Євгена Тищенко, здобувши знов перемогу одностайним рішенням суддів.
29 січня 2022 року Мчуну вийшов на бій за титул чемпіона WBC у першій важкій вазі проти конголезця Ілунга Макабу, якому вже програвав нокаутом 2015 року. Друга зустріч суперників знов завершилася поразкою південноафриканця на цей раз розділеним рішенням.